# Den förhistoriska världen
Den förhistoriska världen är ett naturvetenskapligt museum i Umeå med speciell inriktning på tro och vetande, med en kreationistisk profil. Museet drivs av en ideell allkristen förening och satsar lite extra på material om dinosaurier.
Museet tillbakavisar att det skulle driva tesen att naturvetenskapliga tolkningar ska göras ur Bibeln. Museet ifrågasätter dock den förhärskande tolkningen av observationer gällande förhistorien, jordens bildande, livets uppkomst och livets utveckling, i synnerhet evolutionsteorin. Museet grundades och drivs av Mats Molén.